# Сезон ФК «Карпати» (Львів) 1972
| «Карпати» (Львів) у сезоні 1972 | «Карпати» (Львів) у сезоні 1972                               |
| ------------------------------- | ------------------------------------------------------------- |
| Ліга                            | Вища ліга                                                     |
| Місце в лізі                    | 14                                                            |
| Раунд у Кубку                   | 1/2                                                           |
| Старший тренер                  | Анатолій Полосін                                              |
| Тренер                          | Юрій Сусла                                                    |
| Начальник команди               | Карло Мікльош                                                 |
| Стадіон                         | «Дружба» (Львів)                                              |
| Найбільше матчів у лізі         | Ростислав Поточняк, Лев Броварський, Геннадій Лихачов — по 29 |
| Найкращий бомбардир у лізі      | Едвард Козинкевич — 5                                         |

Сезон «Карпат» (Львів) 1972 — десятий сезон «Карпат» (Львів). Команда у вищій лізі посіла 14-е місце серед 16 команд, у Кубку СРСР у 1/2 фіналу поступилася в двоматчевому протистоянні московському «Спартаку» 0:2 (у гостях) і 0:2 (удома).

## Головні події
Зміна тренерського складу не принесла бажаного результату — «Карпати» опинилися в кінці турнірної таблиці. В команді не стало Булгакова, Габовди, а нові гравці, крім Козинкевича не зуміли підсилити гру команди. Львів'яни мало забивали і багато пропускали.

## Чемпіонат
| Місце | Клуб                       | «Карпати» — клуб | «Карпати» — клуб | І  | В  | Н  | П  | М     | О  |
| Місце | Клуб                       | удома            | у гостях         | І  | В  | Н  | П  | М     | О  |
| ----- | -------------------------- | ---------------- | ---------------- | -- | -- | -- | -- | ----- | -- |
| 1.    | «Зоря» (Ворошиловград)     | 2:2              | 1:4              | 30 | 15 | 10 | 5  | 52-30 | 40 |
| 2.    | «Динамо» (Київ)            | 2:3              | 0:1              | 30 | 12 | 11 | 7  | 52-38 | 35 |
| 3.    | «Динамо» (Тбілісі)         | 0:0              | 1:5              | 30 | 12 | 11 | 7  | 41-34 | 35 |
| 4     | «Арарат» (Єреван)          | 1:0              | 0:2              | 30 | 12 | 10 | 8  | 38-29 | 34 |
| 5     | ЦСКА (Москва)              | 1:3              | 1:3              | 30 | 15 | 4  | 11 | 37-33 | 34 |
| 6.    | «Дніпро» (Дніпропетровськ) | 0:1              | 0:0              | 30 | 12 | 10 | 8  | 37-37 | 34 |
| 7.    | «Зеніт» (Ленінград)        | 0:1              | 1:0              | 30 | 11 | 11 | 8  | 44-30 | 33 |
| 8.    | «Динамо» (Мінськ)          | 0:0              | 0:0              | 30 | 10 | 11 | 9  | 27-28 | 31 |
| 9     | «Торпедо» (Москва)         | 0:3              | 0:0              | 30 | 11 | 9  | 10 | 31-33 | 31 |
| 10    | «Динамо» (Москва)          | 1:0              | 2:3              | 30 | 12 | 6  | 12 | 39-35 | 30 |
| 11    | «Спартак» (Москва)         | 1:0              | 3:1              | 30 | 8  | 10 | 12 | 29-30 | 26 |
| 12    | СКА (Ростов-на-Дону)       | 1:0              | 1:3              | 30 | 8  | 10 | 12 | 31-35 | 26 |
| 13.   | «Кайрат» (Алма-Ата)        | 0:0              | 1:1              | 30 | 6  | 14 | 10 | 23-27 | 26 |
| 14    | «Карпати» (Львів)          |                  |                  | 30 | 8  | 8  | 14 | 27-43 | 24 |
| 15    | «Локомотив» (Москва)       | 3:1              | 1:4              | 30 | 6  | 9  | 15 | 29-48 | 21 |
| 16.   | «Нефтчі» (Баку)            | 2:0              | 1:2              | 30 | 6  | 8  | 16 | 28-55 | 20 |

### Статистика гравців
У чемпіонаті за клуб виступали 22 гравці:
| Футболіст             | Дата народження   | Ігри     | Голи     |
| Воротарі              | Воротарі          | Воротарі | Воротарі |
| --------------------- | ----------------- | -------- | -------- |
| Олександр Швойницький | 30 листопада 1948 | 14       |          |
| Габор Вайда           | 11 травня 1944    | 13       |          |
| Іван Ковач            | 3 червня 1947     | 5        |          |
| Захисники             |                   |          |          |
| Ростислав Поточняк    | 26 січня 1948     | 29       | 1        |
| Іван Герег            | 24 травня 1944    | 26       |          |
| Валерій Сиров         | 1 вересня 1946    | 25       |          |
| Петро Данильчук       | 10 лютого 1940    | 16       |          |
| Роман Журавський      | 3 червня 1948     | 16       | 1        |
| Михайло Сарабін       | 4 квітня 1948     | 5        |          |
| Степан Крупей         | 9 лютого 1951     | 1        |          |
| Півзахисники          |                   |          |          |
| Лев Броварський       | 30 листопада 1948 | 29       | 3        |
| Остап Савка           | 4 квітня 1947     | 24       | 4        |
| Ігор Кульчицький      | 13 серпня 1941    | 18       |          |
| Ярослав Кікоть        | 8 червня 1949     | 15       |          |
| Роман Покора          | 22 лютого 1948    | 9        | 1        |
| Нападники             |                   |          |          |
| Геннадій Лихачов      | 16 червня 1946    | 29       | 4        |
| Едвард Козинкевич     | 23 травня 1949    | 24       | 5        |
| Роман Хижак           | 26 вересня 1950   | 19       | 4        |
| Богдан Грещак         | 31 березня 1944   | 17       | 1        |
| Володимир Данилюк     | 4 липня 1947      | 16       | 2        |
| Роман Шподарунок      | 3 січня 1948      | 14       |          |
| Євген Михайлюк        | 29 жовтня 1952    | 2        |          |

Примітка: Один гол у власні ворота забив гравець «Зорі» (Луганськ) Малигін.

## Кубок СРСР
| Етап | Дата            | Господар              | Рахунок | Гість                 |
| ---- | --------------- | --------------------- | ------- | --------------------- |
| 1/16 | 29 лютого 1972  | «Карпати» (Львів)     | 1:0     | «Памір» (Душанбе)     |
| 1/16 | 4 березня 1972  | «Памір» (Душанбе)     | 1:3     | «Карпати» (Львів)     |
| 1/8  | 12 березня 1972 | «Чорноморець» (Одеса) | 1:0     | «Карпати» (Львів)     |
| 1/8  | 16 березня 1972 | «Карпати» (Львів)     | 3:0     | «Чорноморець» (Одеса) |
| 1/4  | 21 березня 1972 | «Карпати» (Львів)     | 0:0     | «Динамо» (Тбілісі)    |
| 1/4  | 25 березня 1972 | «Динамо» (Тбілісі)    | 1:1     | «Карпати» (Львів)     |
| 1/2  | 12 березня 1972 | «Спартак» (Москва)    | 2:0     | «Карпати» (Львів)     |
| 1/2  | 16 березня 1972 | «Карпати» (Львів)     | 0:2     | «Спартак» (Москва)    |